# Lista siturilor arheologice din județul Mehedinți - R
Lista siturilor arheologice din județul Mehedinți - R conține toate siturile arheologice din județul Mehedinți înscrise în Repertoriul Arheologic Național (RAN) și aflate în localități al căror nume începe cu litera R. RAN este administrat de Ministerul Culturii și Patrimoniului Național și cuprinde date științifice, cartografice, topografice, imagini și planuri, precum și orice alte informații privitoare la zonele cu potențial arheologic, studiate sau nu, încă existente sau dispărute.
Puteți căuta un sit din localitățile care încep cu litera R folosind formularul de mai jos sau puteți naviga prin toate siturile din județ la Lista siturilor arheologice din județul Mehedinți.
| Cod RAN                                   | Denumire | Localitate                     | Adresă          | Datare              | Descoperit | Coordonate                                    | Imagine           | Erori            |
| ----------------------------------------- | --- | ------------------------------ | --------------- | ------------------- | ---------- | --------------------------------------------- | ----------------- | ---------------- |
| 113475.02.01 (Cod LMI: MH-I-m-B-10095.05) | Situl arheologic de la Rogova II - "La Cazărmi" / ansamblu anonim (Categorie: locuire civilă) (Tip: Așezare)                           | sat Rogova, comuna Rogova      | La Cazărmi      | Coțofeni            | 1995       | 44°29′03″N 22°49′40″E / 44.48417°N 22.82778°E | Încărcați imagine | Raportați eroare |
| 113475.02.02 (Cod LMI: MH-I-s-B-10095)    | Situl arheologic de la Rogova II - "La Cazărmi" / ansamblu anonim (Categorie: locuire civilă) (Tip: Așezare)                           | sat Rogova, comuna Rogova      | La Cazărmi      | Verbicioara - I, IV | 1995       | 44°29′03″N 22°49′40″E / 44.48417°N 22.82778°E | Încărcați imagine | Raportați eroare |
| 113475.02.03 (Cod LMI: MH-I-m-B-10095.03) | Situl arheologic de la Rogova II - "La Cazărmi" / ansamblu anonim (Categorie: locuire civilă) (Tip: Așezare)                           | sat Rogova, comuna Rogova      | La Cazărmi      | Basarabi            | 1995       | 44°29′03″N 22°49′40″E / 44.48417°N 22.82778°E | Încărcați imagine | Raportați eroare |
| 113475.02.04 (Cod LMI: MH-I-m-B-10095.01) | Situl arheologic de la Rogova II - "La Cazărmi" / ansamblu anonim (Categorie: locuire civilă) (Tip: Așezare)                           | sat Rogova, comuna Rogova      | La Cazărmi      | Dridu sec. X-XI     | 1995       | 44°29′03″N 22°49′40″E / 44.48417°N 22.82778°E | Încărcați imagine | Raportați eroare |
| 113475.02.05 (Cod LMI: MH-I-m-B-10095.04) | Situl arheologic de la Rogova II - "La Cazărmi" / ansamblu anonim (Categorie: locuire civilă) (Tip: Așezare)                           | sat Rogova, comuna Rogova      | La Cazărmi      | geto-dacică         | 1995       | 44°29′03″N 22°49′40″E / 44.48417°N 22.82778°E | Încărcați imagine | Raportați eroare |
| 113475.02.06 (Cod LMI: MH-I-s-B-10095)    | Situl arheologic de la Rogova II - "La Cazărmi" / ansamblu anonim (Categorie: locuire civilă) (Tip: Mormânt)                           | sat Rogova, comuna Rogova      | La Cazărmi      | Basarabi            | 1995       | 44°29′03″N 22°49′40″E / 44.48417°N 22.82778°E | Încărcați imagine | Raportați eroare |
| 111658.01.01 (Cod LMI: MH-I-m-B-10093.02) | Situl arheologic de la Rocșoreni - "Piscul Bărângii" / ansamblu Așezare din epoca bronzului (Categorie: locuire civilă) (Tip: Așezare) | sat Rocșoreni, comuna Dumbrava | Piscul Bărângii |                     |            |                                               | Încărcați imagine | Raportați eroare |
| 111658.01.02 (Cod LMI: MH-I-m-B-10093.01) | Situl arheologic de la Rocșoreni - "Piscul Bărângii" / ansamblu Așezare romană (Categorie: locuire civilă) (Tip: Așezare)              | sat Rocșoreni, comuna Dumbrava | Piscul Bărângii | sec. II - III       |            |                                               | Încărcați imagine | Raportați eroare |
| 113475.01.01 (Cod LMI: MH-I-m-B-10094.02) | Fortificația romană de la Rogova - "La Cazane" / ansamblu Fortificație romană (Categorie: locuire) (Tip: Fortificație)                 | sat Rogova, comuna Rogova      | La Cazane       | sec. II - III       |            |                                               | Încărcați imagine | Raportați eroare |
| 113475.01.02 (Cod LMI: MH-I-m-B-10094.01) | Fortificația romană de la Rogova - "La Cazane" / ansamblu anonim (Categorie: locuire) (Tip: Așezare)                                   | sat Rogova, comuna Rogova      | La Cazane       |                     |            |                                               | Încărcați imagine | Raportați eroare |